# Ivan Gašparovič
Ivan Gašparovič (Poltár, 27 de março de 1941) é um político e professor de direito da Eslováquia, foi Presidente da Eslováquia, de 15 de julho de 2004 até 15 de julho de 2014.
A 4 de Setembro de 2008 foi agraciado com o Grande-Colar da Ordem Militar de Sant'Iago da Espada de Portugal.